# Digable Planets
Digable Planets är en amerikansk hiphopgrupp från New York, bestående av Ishmael "Butterfly" Butler (från Seattle), Craig "Doodlebug" Irving (från Philadelphia), och Mary Ann "Ladybug Mecca" Vieira (från Washington, D.C.). De var uppbackade av Silkworm, som senare gav sig ut på en solokarriär under sitt riktiga namn; King Britt.

## Historia
Digable Planets blandning av jazz och hiphop, som fick namnet jazzrap, fick utmärkta recensioner och deras album sålde bra med debuten Reachin' (A New Refutation of Time and Space) som kom ut 1993. Albumet gav dem en Grammy för bästa rapprestation, bland annat. Deras andra album, Blowout Comb, släpptes 1994. 

## Diskografi

### Studioalbum
- 1993 – Reachin' (A New Refutation of Time and Space)
- 1994 – Blowout Comb

### Samlingsalbum
- 2005 – Beyond the Spectrum: The Creamy Spy Chronicles

### Singlar
- 1992 – Rebirth of Slick (Cool Like Dat)
- 1993 – Where I'm From
- 1993 – Nickel Bags
- 1994 – 9th Wonder (Blackitolism)
- 1994 – 9th Wonder (Slicker This Year) Mad Slicker Remixes
- 1995 – Dial 7 (Axioms of Creamy Spies)